# Müritzsee
Der Müritzsee ist ein See in der Gemeinde Priborn im Landkreis Mecklenburgische Seenplatte. Er ist Teil der sich südlich an die Müritz anschließenden Seenkette. Das wenig gegliederte, zwischen 200 und 750 Meter breite Gewässer ist etwas über 3,6 Kilometer lang. Der See besitzt ein markantes Westbecken mit einer nordseitigen Bucht und einem durch eine nur 30 Meter breite Engstelle abgetrenntes Nordostbecken. Im Norden geht es in den Müritzarm über. Das nördliche Seeufer und dessen weitere Umgebung, die Priborner Heide, sind bewaldet. Die umliegenden Hügel erreichen mit dem Schwalbenberg mit seinen 81,8 Metern über Normalhöhennull die höchste Erhebung. Am Westende befindet sich der Ort Buchholz mit einem Campingplatz direkt am See und einem Yachthafen.
In verschiedenen historischen Werken wurde die gesamte nördlich gelegene Müritz als Müritzsee bezeichnet.